# جو سيلفستر
جو سيلفستر (بالإنجليزية: Joe Sylvester)‏ هو لاعب غولف أمريكي، ولد في 2 فبراير 1893 في نيويورك في الولايات المتحدة، وتوفي في 28 أكتوبر 1976 في نيويورك في الولايات المتحدة.